# سام نظریان
سام نظریان (زاده ۱۹۷۵ برابر ۱۳۵۴ در تهران) بنیان‌گذار و مدیر عامل شرکت گروه سرگرمی اس بی ای و سرمایه‌گذار برخی از تأسیسات تفریحی در لس آنجلس، لاس وگاس و میامی است. او در یک خانوادهٔ یهودی زاده شد و فرزند یونس نظریان و فارغ‌التحصیل دانشگاه‌های نیویورک و دانشگاه کالیفرنیای جنوبی است.